# Walter Dukes
Walter F. Dukes (Rochester, 23 giugno 1930 – Detroit, 13 marzo 2001) è stato un cestista statunitense, professionista nella NBA.

## Carriera
Venne selezionato dai New York Knicks come scelta territoriale del Draft NBA 1953.

## Palmarès
- Campione NIT (1953)
- MVP NIT (1953)
- NCAA AP All-America First Team (1953)
- 2 volte NBA All-Star (1960, 1961)
- Campione EPBL (1964)